# NGC 248
 NGC 248 là một tinh vân phát xạ trong Chòm sao Đỗ Quyên. Nó được phát hiện vào năm 1834 bởi nhà thiên văn học John Frederick William Herschel. NGC 248 dài khoảng 60 năm ánh sáng và rộng 20 năm ánh sáng